# Crash Landing on You
Crash Landing on You er en sydkoreansk tv-drama/serie på 16 episoder (+ 3 specielepisoder). Hovedrollerne spilles af henholdsvis Hyun Bin (Ri Jeong-hyuk) og Son Ye-jin (Yoon se-ri).
| Fjernsyn | Spire Denne artikel om et tv-program er en spire som bør udbygges. Du er velkommen til at hjælpe Wikipedia ved at udvide den. |